# Rocío Velázquez Roldán
Rocío Velázquez Roldán (13 de julio de 1995) es una deportista española que compite en saltos de trampolín. En los Juegos Europeos de Cracovia 2023 consiguió una medalla de bronce en la prueba de equipo mixto.

## Palmarés internacional
| Juegos Europeos | Juegos Europeos   | Juegos Europeos   | Juegos Europeos |
| Año             | Lugar             | Medalla           | Prueba          |
| --------------- | ----------------- | ----------------- | --------------- |
| 2023            | Rzeszów (Polonia) | Medalla de bronce | Equipo mixto    |